# Fragments de Bignan
Els fragments de Bignan és el nom que reben dos fragments en bretó mitjà que foren publicats per Joseph Loth a la Revue Celtique el 1887.

## Datació
Joseph Loth ha datat aquests texts en el segle XVI o començaments del segle xvii. Tanmateix, aquesta datació és inestable perquè es basa essencialment en una data de suport (un acte de 1480) i el de la impressió del llibre en el que estaven inserits (segle xvi). L'argument de l'edat del paper no és admissible, ja que és la de l'acte i res no impedeix pensar que el text bretó es podria haver escrit posteriorment. L'"antiguitat" de l'escriptura, que també se cita, és en realitat l'únic element sobre el que reposa la datació.
La paleografia no permet una datació més precisa: una escriptura estimada de la meitat del segle xvi podria remuntar-se a les primeres dècades del segle o bé a les primeres dècades del segle següent. I és cert que els coneixements paleogràfics de J. Loth no eren gaire consistents. Loth demanà l'ajut del paleògraf Vétault, però no li atribueix ni el desxiframent ni la datació. Loth va concloure amb una mica d'entusiasme el descobriment d'un fragment particularment antic, tot i que l'anàlisi literari del text porta a una data més recent (segle XVII), també compatible amb l'antiguitat de l'escriptura.

## Text donat per Loth
I.

de nep a amao [--]

ha deze ol gotib[unan]

nep a solicita en dra.

adieu Jahanic deffet

an autru doe ro sic[ou]ro

Jesus map doe roey en

roz sicoro ouz ho tiege.

Amen.

II.

[--] nep bezouet gay

[--] diffalas ?em casser

[--] men : er a ober joyae

[--] Jahanic me oz pet

tavarnen na hoateit quet

[-] a palamour den davarn

[-] er bedis ouz ho barn

[-] al merch flam en pep amser

[--] casser en hon bro ny

[--] quement den a so en hy

[bras] ha bihan a pet gant hi

[Fur?]nez mat ha habaster

[--] hanet en pep amser

[--] ha lavenez er bet man